# Jametz
Jametz is een gemeente in het Franse departement Meuse (regio Grand Est) en telt 243 inwoners (1999). De plaats maakt deel uit van het arrondissement Verdun en ligt aan de Loison.

## Geografie
| Aangrenzende gemeenten | Aangrenzende gemeenten | Aangrenzende gemeenten | Aangrenzende gemeenten | Aangrenzende gemeenten |
| ---------------------- | ---------------------- | ---------------------- | ---------------------- | ---------------------- |
| Remoiville             |                        |                        |                        |                        |
|                        |                        |                        |                        |                        |
|                        |                        |                        |                        |                        |
|                        |                        |                        |                        |                        |
| Bréhéville             |                        | Vittarville            |                        | Delut                  |

De onderstaande kaart toont de ligging van Jametz met de belangrijkste infrastructuur en aangrenzende gemeenten.

## Demografie
Onderstaande figuur toont het verloop van het inwonertal (bron: INSEE-tellingen).